# 스타테이라 2세

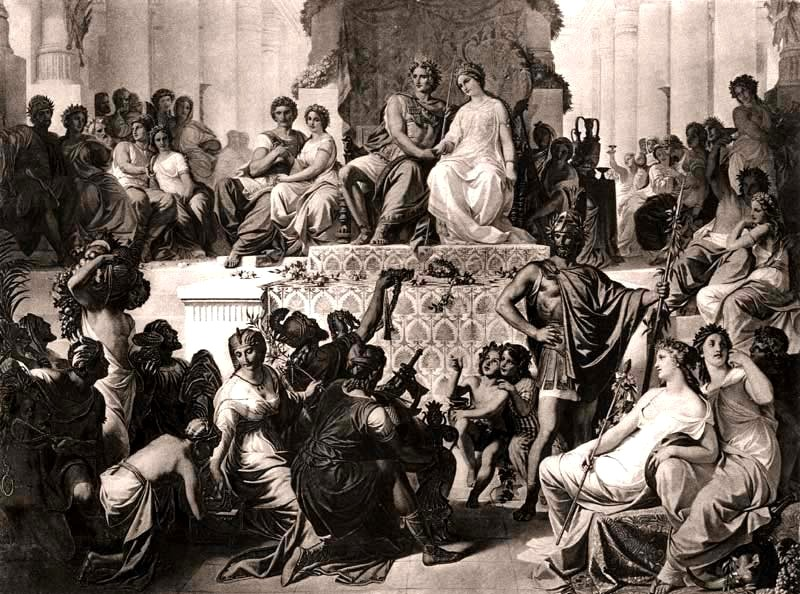
알렉산더 3세와 결혼식을 올리는 스타테이라 2세와 헤파이스티온과 결혼하는 그녀의 여동생 드리페티스

스타테이라 2세(고대 그리스어: Στάτειρα, 라틴어: Stateira II, ? - 기원전 323년)는 페르시아 제국 아케메네스 왕조의 공주로, 마케도니아 제국 알렉산더 3세(알렉산더 대왕)의 왕비 가운데 하나이다. 또한 ‘바르시네’로 알려진 것으로 추정되는 인물로, 페르시아 제국의 다리우스 3세의 딸로 부친이 이소스 전투의 패전에서 패한 이후 알렉산더 대왕의 포로가 되었다. 포로였지만 좋은 대우를 받았으며, 기원전 324년 수사에서의 합동결혼식 때 알렉산더 대왕의 두 번째 아내가 되었다. 그 합동결혼식에서 다리우스의 전임 황제의 딸이었던, 그녀의 사촌 파리사티스도 결혼을 시켰다. 기원전 323년 알렉산더 대왕의 급사 이후, 스타테이라는 대왕의 제1 왕비인 록사네에게 죽임을 당한다.

## 이름
학자들은 그녀의 이름에 대해서 논쟁을 벌여왔다. 2세기의 역사학자 아리아노스는 수사에서 열린 합동결혼식의 명단에서는 그녀를 ‘바르시네’라고 불렀다고 지적했다. 사학자 윌리엄 우드토프 탄(William Woodthorpe Tarn)은 그녀의 정식 명칭이 ‘바르시네’였다고 주장했지만, 흔히 ‘스타테이라’라고 불렸을 것이라고 주장한다. 탄은 전설에서는 종종 록사네를 다리우스의 딸인 스타테이라로 혼동했다는 기원전 3세기 말의 전설을 인용하며 다른 혼동 사례도 들었다.

## 생애
페르시아 제국 아케메네스 왕조의 마지막 왕 다리우스 3세의 딸과 동명의 왕비 스타테이라 1세의 장녀이다.
여동생으로 헤파이스티온 아내가 되는 드리페티스가 있다. 할머니는 시시감비스
기원전 333년, 마케도니아 군의 이수스 전투에서 부왕 다리우스 3세가 패주하면서 원정에 동행했던 스타테이라는 어머니, 할머니들이 가족과 함께 진중에 남겨져 마케도니아 군에게 생포되었다. 처음에는 태수 마자이오스와 약혼했지만, 마자이오스는 기원전 328년에 죽었고, 기원전 324년 포로로 잡힌 이후 수사에서 열린 합동결혼식에서 알렉산더 3세와 결혼했다. 그러나 이듬해 기원전 323년에 대왕이 급사하면서, 대왕의 첫 번째 왕비 록사네로부터 스타테이라의 여동생 드리페티스와 함께 모두 살해당한다.